# 其和尔台哈嘎湖
其和尔台哈嘎湖是一个位于中国内蒙古自治区哲里木盟的盐湖，面积约为1.11平方千米，属于蒙新高原区。它的一级流域为内流区诸河，二级流域为内蒙古内流区。